# Fermo (provins)
Fermo är en provins i regionen Marche i mellersta Italien. Fermo är huvudort i provinsen. Provinsen ligger på en höjd med utsikt över Adriatiska havet i öster och bergskedjan Apenninerna i väster. Provinsen etablerades 2004 genom utbrytning från provinsen Ascoli Piceno. 

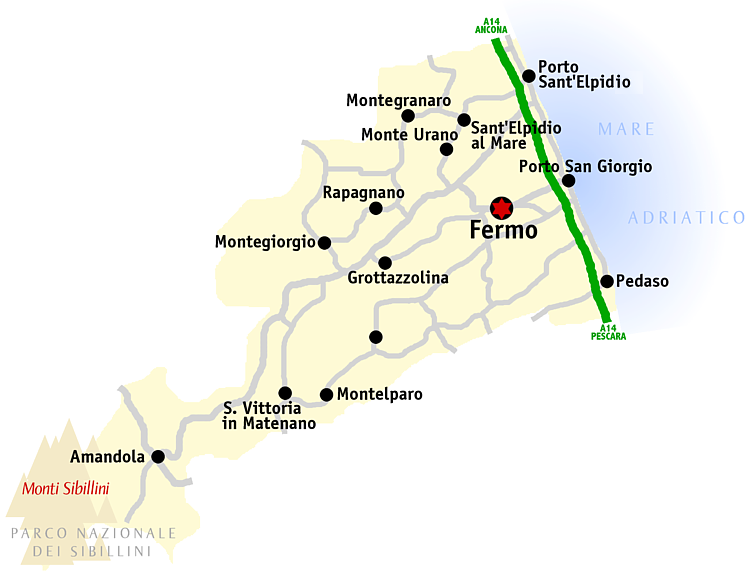
Karta över provinsen

## Administrativ indelning
Provinsen Fermo är indelad i 40 comuni (kommuner), bland annat Campofilone. Alla kommuner finns i lista över kommuner i provinsen Fermo.

## Geografi
Provinsen Fermo gränsar:
- i norr mot provinsen Macerata
- i syd mot provinsen Ascoli Piceno
- i öst mot Adriatiska havet